# خديجة ميردامادي
خديجة ميردامادي (بالفارسية: خدیجه میردامادی) هي والدة علي خامنئي وبنت هاشم نجف آبادي ميردامادي ولدت في عام 1914 وتوفيت في 6 أغسطس من عام 1989.

## سيرتها
يعود أصول خديجة ميردامادي إلى مدينة أصفهان، وهي من أحفاد مير برهان الدين محمد باقر إسترابادي، المُلقَّب ميرداماد. وكان أحد أشهر الفلاسفة والخطاطين والفقهاء الشِّيعة في العصر الصفوي. وحفظت القرآن، وعلمت ابنها علي خامنئي منذ طفولته لتكون أول معلمة له. وهي من أسباب حبه للشعر والأدب والفنون الإسلاميَّة كما قال ذات مرة.